# Albert Meier (Winzer)
Albert Meier (* 29. Oktober 1896 in Würenlingen, Kanton Aargau; † 15. April 1964) war ein Schweizer Rebbauer und Politiker (Konservative).

## Biografie
Albert Meier stammt aus der Würenlinger Rebbauern-Dynastie Meier. Am 6. Dezember 1462 wurde in einer Urkunde der Propstei Zurzach die Familie Meier erstmals als Pächter des Widumhofs in Würenlingen erwähnt. Aus der einstigen Trinklaube im ersten Stock entwickelte sich eine Wirtschaft und später ein renommiertes Hotel mit Restaurant.
Als Sohn der Rebbauern- und Wirtefamilie absolvierte Meier die Landwirtschaftsschule in Brugg und besuchte Weiterbildungskurse im Weinbau. Im Kampf gegen die Reblaus veredelte Meier 1921 erstmals einheimische Reben mit Hilfe von amerikanischen Unterlagsreben. Er baute den Rebbau aus zu einem Betrieb mit Rebveredelung und gründete die bis heute bestehenden Rebschulen A. Meier.
Von 1945 bis 1957 war Meier konservativer Aargauer Grossrat und von 1957 bis 1964 Präsident der Darlehenskasse Würenlingen. Er war der Gründer der landwirtschaftlichen Genossenschaft Würenlingen.